# University of Cambridge Local Examinations Syndicate
Das University of Cambridge Local Examinations Syndicate (UCLES) ist das örtliche Prüfungssyndikat der Universität Cambridge in England. Es ist verantwortlich für eine große Zahl von Examina, die für das ganze Vereinigtes Königreich und teilweise auch international Gültigkeit besitzen. Hierzu gehören zum Beispiel die ESOL-Prüfungen (English for Speakers of Other Languages) und die Cambridge International Examinations (CIE).
UCLES wurde 1858 gegründet. 1873 schufen die Universitäten von Oxford und Cambridge das Joint Board of Oxford and Cambridge Schools Examination Board, heute als OCR Examination Board eine der drei obersten Prüfungskommissionen in England (OCR = Oxford, Cambridge, RSA). Weitere Prüfungskommissionen unter dem Dach von UCLES sind das Southern Universities Joint Board und die Midland Examining Group. 